# Музей народного наследия
Музей народного наследия (англ. Folk Heritage Museum or Phelchey Toenkhyim) — этнографический музей в столице Бутана Тхимпху, основанный по инициативе королевы-матери Аши Дорджи Вангмо Вангчук. Был открыт 28 июля 2001 года.

## Описание
Музей, расположенный в типичном трёхэтажном доме XIX века, даёт представление о традиционном образе жизни  и культуре сельского населения Бутана. В коллекции музея — различные предметы домашнего обихода, техника и инструменты, необходимые для ведения сельского хозяйства. Экспозиция первого этажа имитирует сарай, этажом выше — хранилище, в верхнем этаже показаны гостиная и столовая жилого дома. Музейный комплекс также включает в себя рисовые поля, поля пшеницы и проса, водяную мельницу, огороды, ванну с горячим камнем и т.д. 
Музей организует регулярные демонстрации сельских традиций, навыков и обычаев, а также проводит образовательные программы для детей и другие культурные мероприятия, включая обеды и ужины в формате «шведский стол».

## Время работы
Музей открыт каждый день, кроме государственных праздников, с 10:00 до 16:30 по будням, с 10:30 до 13:00 по субботам и с 11:30 до 15:30 по воскресеньям.